# Fantastic Voyage
Fantastic Voyage (en México, Viaje fantástico; en España, Viaje alucinante; en Venezuela, El viaje fantástico) es una película estadounidense de ciencia ficción producida por la 20th Century Fox, dirigida por Richard Fleischer, con música de Leonard Rosenman y estrenada por primera vez en los Estados Unidos en 1966. 
Narra la historia fantástica de un viaje al interior del cuerpo humano con un submarino tripulado que ha sido reducido de tamaño en el Centro de Miniaturización Norteamericano. La película sirvió de inspiración para una novela homónima de Isaac Asimov, una serie de dibujos animados y un cuadro del mismo nombre realizado por el pintor Salvador Dalí. Está previsto que se ruede una nueva versión de esta película. Producida por James Cameron, esta nueva versión será en 3D y estará dirigida por Shawn Levy.

## Argumento
"This film will take you where no one has ever been before; no eye witness has actually seen what you are about too see. But in this world of ours where going to the moon will soon be upon us and where the most incredible things are happenig all around us, someday, perhaps tomorrow, the fantastics events you are about to see can and will take place."
(Esta película te llevará a donde nadie ha estado antes; ningún testigo ocular ha visto realmente lo que tú estás a punto de ver. Pero en este mundo nuestro, donde pronto llegaremos a la luna y donde las cosas más increíbles están sucediendo a nuestro alrededor, algún día, tal vez mañana, los eventos fantásticos que estás a punto de ver pueden tener lugar y tendrán lugar.)
- Texto inicial “Fantastic Voyage” (1966).
"The makers of this film are indebted to the many doctors, technicians and research scientists, whose knowledge and insight helped guide this production."
(Los realizadores de esta película están en deuda con los numerosos médicos, técnicos y científicos investigadores, cuyo conocimiento y perspicacia ayudaron a guiar esta producción.)

- Texto de apertura alternativo “Fantastic Voyage” (1966).
La Unión Soviética y los Estados Unidos han desarrollado la tecnología necesaria para disminuir los objetos de tamaño, pero el valor de estos hallazgos es limitado, pues después de un plazo de 60 minutos vuelven a su tamaño original.
El científico Jan Benes ha averiguado cómo conseguir que la duración del efecto sea ilimitada en el tiempo, pero como consecuencia de un intento de asesinato ha quedado en situación de coma por un hematoma cerebral.
Para salvar su vida, un equipo formado por Charles Grant (Stephen Boyd), el capitán y piloto Bill Owens (William Redfield), el doctor Michaels (Donald Pleasence), el cirujano Peter Duval (Arthur Kennedy) y su ayudante Cora Peterson (Raquel Welch) forman la tripulación de un submarino nuclear llamado Proteus que fue diseñado primitivamente para exploraciones oceánicas. 
El submarino y su tripulación son reducidos de tamaño e introducidos en el torrente sanguíneo de Jan Benes, disponen de una hora para alcanzar los tejidos dañados del cerebro y lograr su curación antes de volver a su tamaño natural.
Sufren diferentes peripecias a lo largo de su recorrido por el interior del cuerpo humano, la ruta prevista inicialmente se ve alterada por la presencia de una fístula arteriovenosa que los obliga a atravesar el corazón y los pulmones antes de alcanzar su destino. Finalmente logran su objetivo y salen del cerebro siguiendo el trayecto del nervio óptico y alcanzando el exterior en las inmediaciones del ojo instantes antes de que finalizara el plazo previsto.

## Reparto
- Stephen Boyd - Grant
- Raquel Welch - Cora
- Edmond O'Brien - General Carter
- Donald Pleasence - Dr. Michaels
- Arthur O'Connell - Coronel Donald Reid
- William Redfield - Capitán Bill Owens
- Arthur Kennedy - Dr. Duval
- Jean Del Val - Jan Benes

## Producción
La producción cinematográfica contó con un presupuesto de seis millones de dólares. La filmación tuvo lugar casi íntegramente en los platós de los estudios de la Fox en Los Ángeles y fue rodada en un año.

## Recepción
La película se ha convirtió en un clásico del género fantástico. Adicionalmente se pasó desde entonces para enseñar anatomía incluso en las universidades hasta bien entrados los años 80.

## Premios
La película ganó los oscar relativos a los mejores efectos especiales y mejor decorados en color.

## Novelizaciones
- La novela Viaje alucinante y la secuela Viaje alucinante II.